# Рамители (Кампобасо)
Рамители је насеље у Италији у округу Кампобасо, региону Молизе.
Према процени из 2011. у насељу је живело 43 становника. Насеље се налази на надморској висини од 43 м.